# Nabarbi

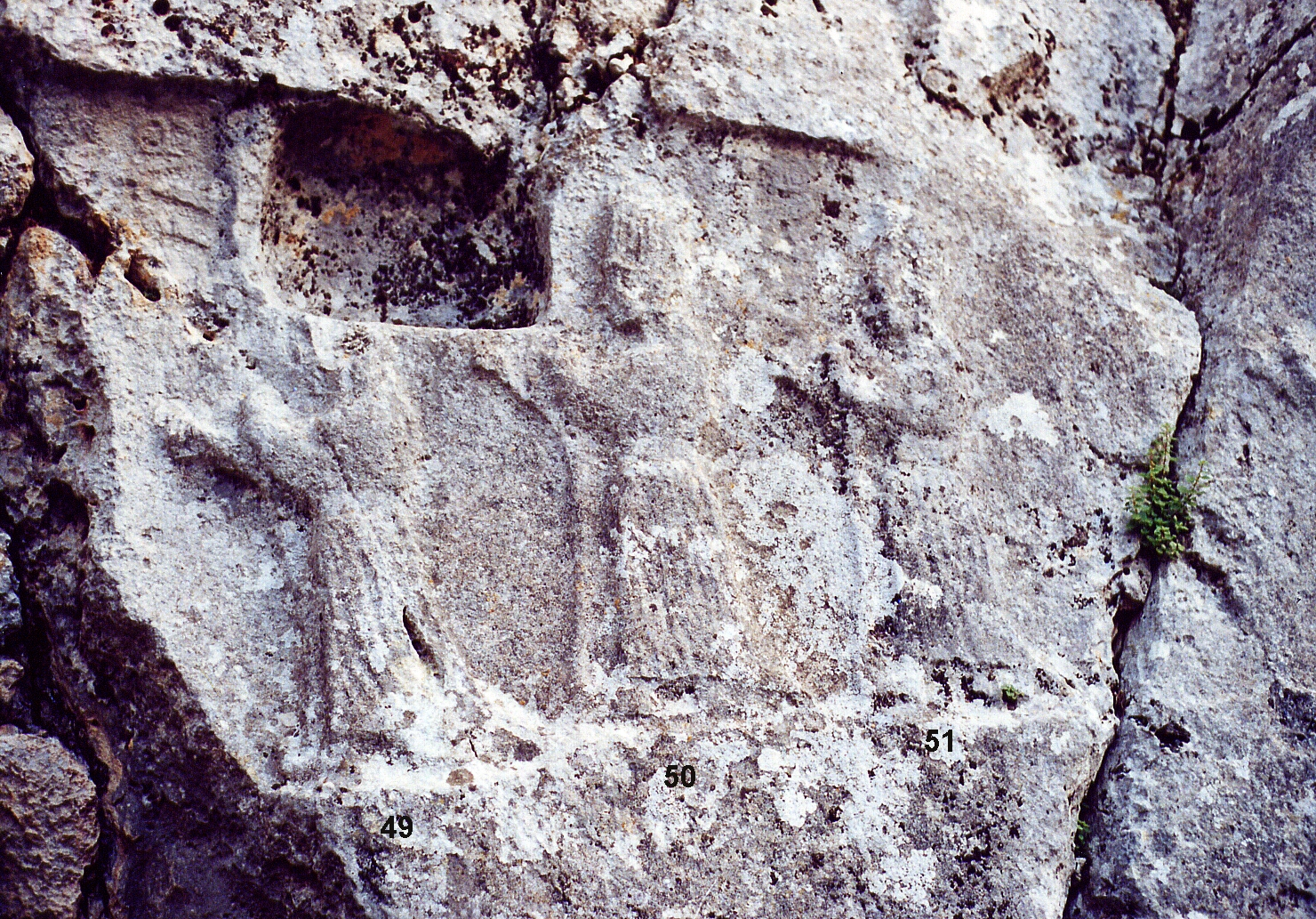
Nabarbi, rechts, in Yazılıkaya

Nabarbi (in Ugarit: nwrw) ist eine hurritische Göttin. Sie ist die Frau von Šuwaliyat und wird in den kaluti-Opferlisten vor der Göttin Šuwala genannt.
Ihr hurritischer Name kann als Naw=ar=we „die des Weidens“ gedeutet werden. Da ihr Mann Šuwaliyat ein Vegetationsgott ist, kann sie somit als eine Göttin der Viehweide betrachtet werden.
In einem hurritischen Reinigungsritual wird das reinigende Wasser der Šauška und Nabarbi genannt.